# Cerastium nutans
Cerastium nutans là loài thực vật có hoa thuộc họ Cẩm chướng. Loài này được Raf. mô tả khoa học đầu tiên năm 1814.